# Imunoglobulin D
Imunoglobulin D (IgD) je izotyp protilátky, který tvoří asi 1 % proteinů plazmatických membrán nezralých B lymfocytů, kde je obvykle exprimován současně s dalším typem protilátky, IgM. IgD je produkován také v rozpustné formě, vyskytující se ve velmi malé koncentraci v krevním séru, kde představuje 0,25 % všech imunoglobulinů. Relativní molekulová hmotnost rozpustného IgD je 186 kD a poločas rozpadu je 2,8 dne. Rozpustný IgD je produkován jako monomerní protilátka se dvěma těžkými řetězci třídy delta (δ) a dvěma lehkými řetězci Ig.

## Funkce
Funkce IgD je od svého objevu v roce 1964 stále neznámá. Je přítomný u různých živočišných druhů, od chrupavčitých ryb až po člověka (pravděpodobně vyjma ptáků). Tento všudypřítomný výskyt u druhů s adaptivním imunitním systémem demonstruje, že IgD je stejně starý jako IgM a naznačuje důležitost jeho imunologických funkcí.
Funkcí IgD je poskytovat B buňkám signál k aktivaci. Aktivací jsou B buňky připraveny k imunitní obraně těla. Během diferenciace B buněk je nezralými B buňkami produkován izotyp IgM. IgD začíná být exprimován až když B buňky opouští kostní dřeň, aby osídlily periferní lymfatické tkáně. Když B buňky dosáhnou svého zralého stavu, exprimují současně jak IgM, tak IgD. Übelhart a kol. provedli v roce 2016 studii, kde zjistili, že signalizace IgD je vyvolána pouze repetitivními multivalentními imunogeny, zatímco IgM může být vyvolána buď rozpustnými monomerními nebo multivalentními imunogeny. Cδ knockout myš (myš, která byla geneticky upravena, aby neprodukovala IgD) nevykazuje žádné podstatné defekty B buněk. IgD může hrát roli při alergických reakcích.
Nedávno bylo zjištěno, že IgD se váže na bazofily a žírné buňky a aktivuje je k produkci antimikrobiálních faktorů, které se u lidí účastní imunitní obrany v dýchacím traktu. Také stimuluje bazofily k uvolnění homeostatických faktorů B buněk. Toto je v souladu se sníženým počtem periferních B buněk, sníženou hladinou sérového IgE a defektní primární IgG1 odpovědi u IgD knockout myší.

## Metody koexprese
Lokus kódující těžký řetězec u člověka obsahuje sérii konstantních (C) genů na 3', z nichž každý poskytuje izotyp Ig. Gen Cμ (IgM) je na 3' a nejblíže VDJ komplexu, zatímco gen Cδ se nachází dále od 3' za Cμ.
Primární mRNA transkript bude obsahovat transkribovaný VDJ komplex a Cμ a Cδ geny s introny mezi nimi.
Následně může dojít k alternativnímu sestřihu, což způsobí, že se na funkční mRNA objeví buď Cμ, nebo Cδ (μ mRNA a respektive δ mRNA). Alternativní sestřih je považován za možný kvůli dvěma polyadenylačním místům, kdy jedno se vyskytuje mezi Cμ a Cδ a druhé na 3' Cδ (polyadenylace v posledně uvedeném místě způsobí, že Cμ bude vystřižen spolu s intronem). Přesný mechanismus výběru polyadenylačního místa však zůstává nejasný.
Výsledná funkční mRNA bude mít oblasti VDJ a C souvislé a její translace vytvoří buď těžký řetězec μ nebo těžký řetězec δ. Pak se těžké řetězce spojí buď s κ nebo λ lehkými řetězci, aby se vytvořila konečná IgM nebo IgD protilátka.
Protein 318 s motivem zinkových prstů (ZNF318) podporuje expresi IgD a kontrolu alternativního sestřihu dlouhé pre-mRNA. U nezralých B lymfocytů, které většinou exprimují μ transkript, neexistuje exprese ZFP318, ale u zralých B lymfocytů s duální expresí IgM a IgD se vytvoří jak μ, tak δ transkript a je exprimován ZFP318. Enders a kol. v roce 2014 objevili, že nulové mutace v ZFP318 u myší vedly k absenci exprese IgD.

## Aktivace imunitních odpovědí skrze IgD
Adaptivní a vrozené imunitní reakce mohou být aktivovány prostřednictvím membránově zakotveného IgD, který funguje jako součást komplexů B buněčných receptorů (BCR) nebo prostřednictvím rozpustné formy IgD, která se váže na monocyty, žírné buňky nebo bazofily. Aktivace imunitní odpovědi prostřednictvím IgD tedy může potenciálně zhoršit autoimunitní onemocnění a alergický zánět kůže. Nguyen TG a kol. ukázali, že léčba monoklonální nebo polyklonální anti-IgD protilátkou zmírňuje závažnost onemocnění u myších modelů s kolagenem indukovanou artritidu. [9] Tyto nové terapeutické účinky při léčbě anti-IgD byly později potvrzeny jinou skupinou u myšího modelu s nemocí motýlích křídel a chronickou kontaktní hypersenzitivitou.